# انزو کونسینا
انزو کونسینا (انگلیسی: Enzo Concina؛ زادهٔ ۲۱ ژوئن ۱۹۶۲) بازیکن فوتبال اهل ایتالیا است.
از باشگاه‌هایی که در آن بازی کرده‌است می‌توان به باشگاه فوتبال پیاچنزا، باشگاه فوتبال مونتسا، باشگاه فوتبال چزنا، و باشگاه فوتبال مونترال اشاره کرد.
وی همچنین در تیم ملی فوتبال کانادا بازی کرده‌است.